# Tamara Tysjkevitj
Tamara Andrejevna Tysjkevitj (ryska: Тамара Андреевна Тышкевич; belarusiska: Тамара Андрзўна Тышкевіч, Tamara Andrzŭna Tysjkevitj), född 31 mars 1931 i Vitebsk, död 27 december 1997 i Sankt Petersburg, var en sovjetisk friidrottare.
Tysjkevitj blev olympisk mästare i kulstötning vid olympiska sommarspelen 1956 i Melbourne.